# 懒惰湖 (佛罗里达州)
懒惰湖（英語：Lazy Lake），是美国佛罗里达州布勞沃德縣下属的一座乡村。建立于1953年。面积约为0.1平方公里（约合0.1平方英里）。根据2010年美国人口普查，该市有人口24人。论人口在本州排行第406。